# Pseudozeuxo fischeri
Pseudozeuxo fischeri is een naaldkreeftjessoort uit de familie van de Pseudozeuxidae. De wetenschappelijke naam van de soort werd voor het eerst geldig gepubliceerd in 2020 door Segadilha en Serejo.